# Óscar Sánchez Guarín
Óscar Eduardo Sánchez Guarín (Manizales, departament de Caldas, 14 de maig de 1985) és un ciclista colombià, professional des del 2006.

## Palmarès
- 2003
  -  Campió del Colòmbia júnior en ruta
- 2006
  - Vencedor d'una etapa a la Volta a Guatemala
  - Vencedor d'una etapa a la Volta a Cundinamarca
- 2007
  - 1r a la Volta a Colòmbia sub-23 i vencedor de 2 etapes
  - Vencedor d'una etapa a la Ronda de l'Isard d'Arieja
- 2012
  - 1r a la Volta a Costa Rica i vencedor de 2 etapes
  - Vencedor d'una etapa al Clásico RCN
- 2013
  - 1r a la Volta a Guatemala i vencedor d'una etapa
  - Vencedor d'una etapa a la Volta a Colòmbia
- 2014
  - Vencedor d'una etapa a la Volta a Rio Grande do Sul
- 2018
  - Vencedor d'una etapa al Tour de Gila
  - Vencedor d'una etapa a la Volta a Michoacán